# Феогност (епископ Сарайский)

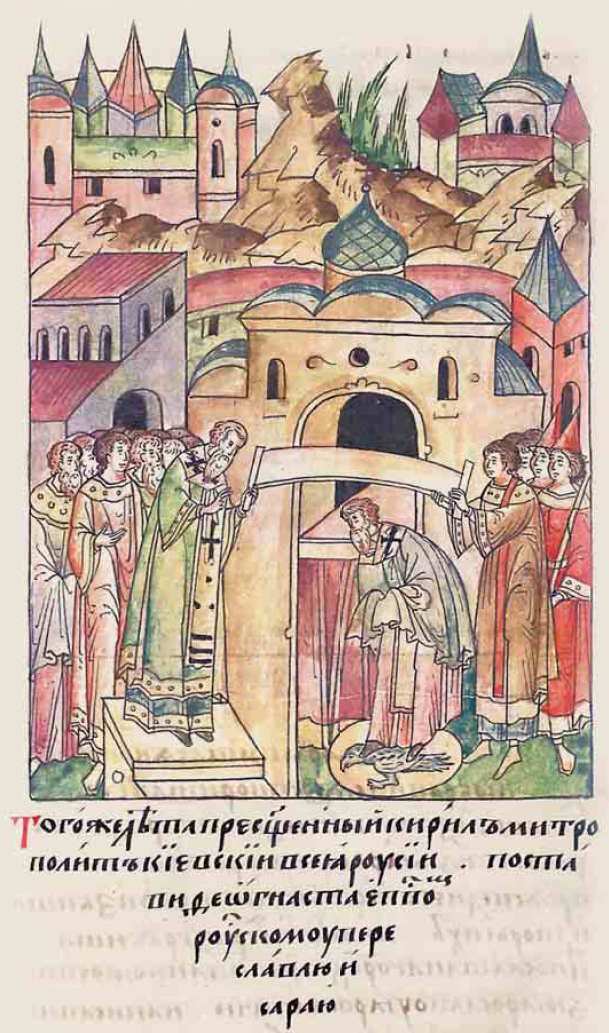
Поставление Феогноста в епископы Сараю митрополитом Кириллом в 6777 году. Лицевой летописный свод (Т. 6, С. 337)

Еписко́п Феогно́ст — епископ Сарайский второй половины XIII века, во времена правления хана Золотой Орды Менгу-Тимура.
После того как Митрофан оставил епископскую кафедру и написал об этом митрополиту, преосвященный Кирилл поставил на данную кафедру Феогноста в 1269 году.
В старорусских документах[каких?] записано, что царь Менгу-Тимур и митрополит Кирилл III отправили епископа Феогноста из ордынской столицы Сарая к императору Михаилу VIII и патриарху Константинопольскому. Это посольство состоялось, предположительно, около 1278 года, потом Феогност возвратился в Сарай в 1279 году.
Вероятно, Феогност, император и патриарх обсуждали отношения с Египтом, так как известно, что примерно в это же время Менгу-Тимур пытался установить прямую дипломатическую связь с Египтом, при поддержке Константинополя.